# 坎迪亞福科納斯
坎迪亞福科納斯（英語：Candia Four Corners）是位於美國新罕布什爾州羅京安縣的非建制地區。

## 地理
坎迪亞福科納斯所處的海拔為高於海平面151米（即495英呎），而該地所採用的時區為UTC-5，即北美东部时区（EST）。同時該地設有夏令時間，為UTC-5調快一小時，即UTC-4（EDT）。